# Kattiginahalli, Gubbi
Kattiginahalli là một làng thuộc tehsil Gubbi, huyện Tumkur, bang Karnataka, Ấn Độ.